# Paphiopedilum dayanum
Paphiopedilum dayanum es una especie de la familia de las orquídeas. 

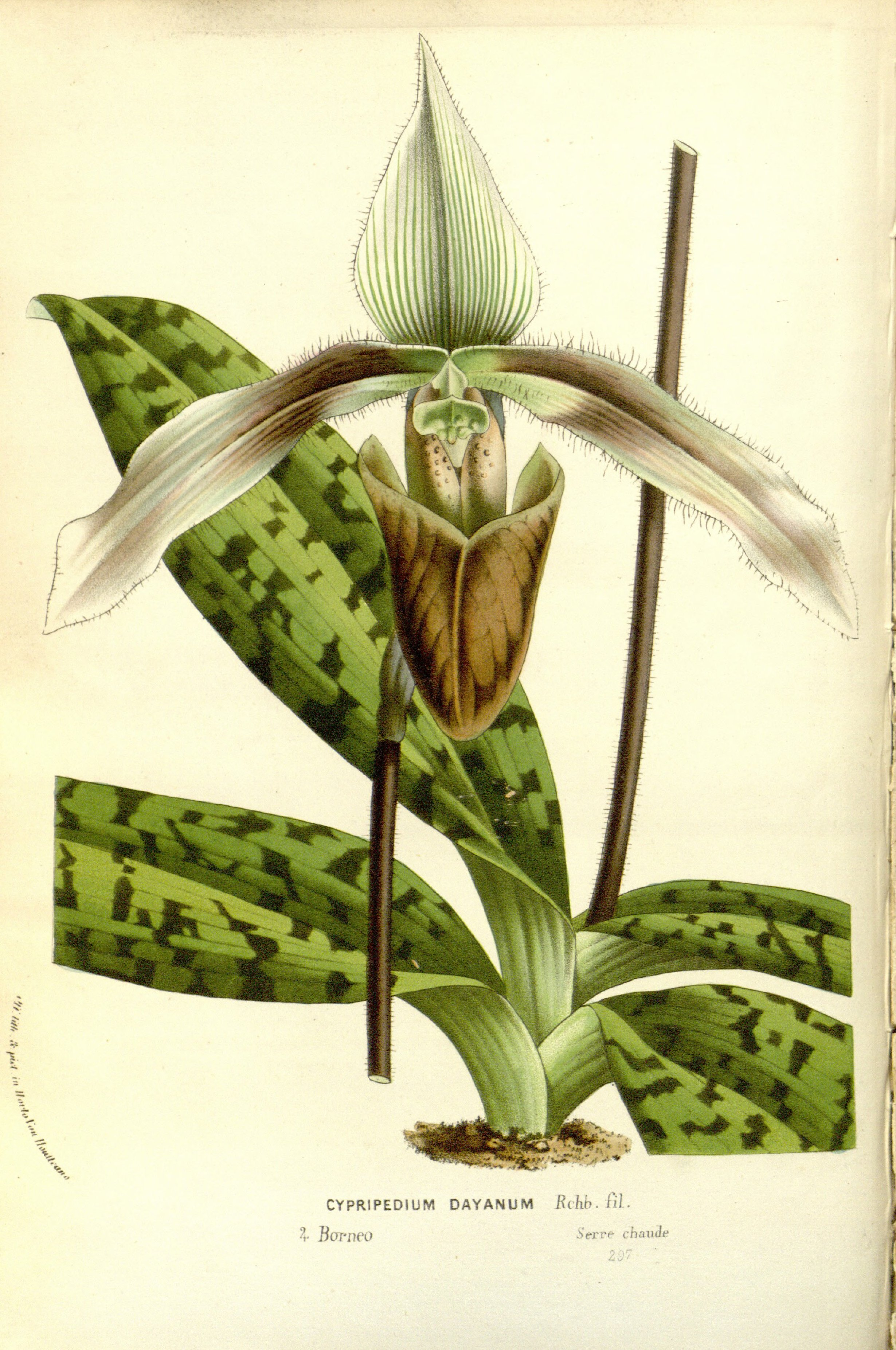
Ilustración

## Descripción
Es una orquídea de tamaño mediano, de hábito terrestre de crecimiento que prefiere el clima cálido y florece en primavera en una inflorescencia de 30 cm de largo.

## Distribución
Se encuentra en el noreste de Borneo en la hojarasca bajo bambú y en la base de los árboles en las crestas empinadas y en afloramientos de roca serpentina a elevaciones de 300 a 1500 metros. 

## Taxonomía
Paphiopedilum dayanum fue descrita por (Lindl.) Stein y publicado en Orchideenbuch 464. 1892.
Etimología
El nombre del género viene de « Cypris», Venus, y de "pedilon" = "zapato" ó "zapatilla" en referencia a su labelo inflado en forma de zapatilla.
dayanum; epíteto otorgado en honor de Day, un entusiasta inglés de las orquídeas.
Sinonimia
- Cordula dayana Rolfe 1912
- Cordula petri (Rchb.f.) Rolfe 1912;
- Cypripedium dayanum Rchb. f. 1862;
- Cypripedium ernestianum L.Castle 1887
- Cypripedium peteri Rchb.f. 1887;
- Cypripedium petri Rchb.f. 1880;
- Cypripedium spectabile var. dayanum Lindl. 1860;
- Paphiopedilum dayanum var. petri (Rchb.f.) Pfitzer 1903;
- Paphiopedilum petri (Rchb.f.) Pfitzer 1894;[3][4][1]